# ミシュコルツ市電
ミシュコルツ市電（ミシュコルツしでん、ハンガリー語: Miskolc villamosvonal-hálózata）は、ハンガリーの都市・ミシュコルツ市内に存在する路面電車。2000年代に欧州連合からの資金援助を受け大規模な近代化を実施した経歴を有しており、2021年現在は路線バスと共にミシュコルツ都市交通会社（Miskolc Városi Közlekedési Zrt.、MVK Zrt.）によって運営されている。

## 歴史

### 開通から第二次世界大戦まで
ミシュコルツ市電は1897年に開通した、現在のハンガリーにおいてブダペスト市電（ブダペスト）に次ぐ2番目に古い路面電車路線である。これはミシュコルツの発展による人口増加に伴う公共交通機関の需要増加を受けて計画が立案されたものであり、1895年以降工事が実施された経歴を持つ。一方、1906年にはミシュコルツの製鉄所の労働者を中心とした輸送機関として別企業が建設した路線が開通し、こちらは路面電車に加えてスチームトラムも使用された。これらの2つの企業は同年に合併し、12月には双方の路線の直通運転が開始された。

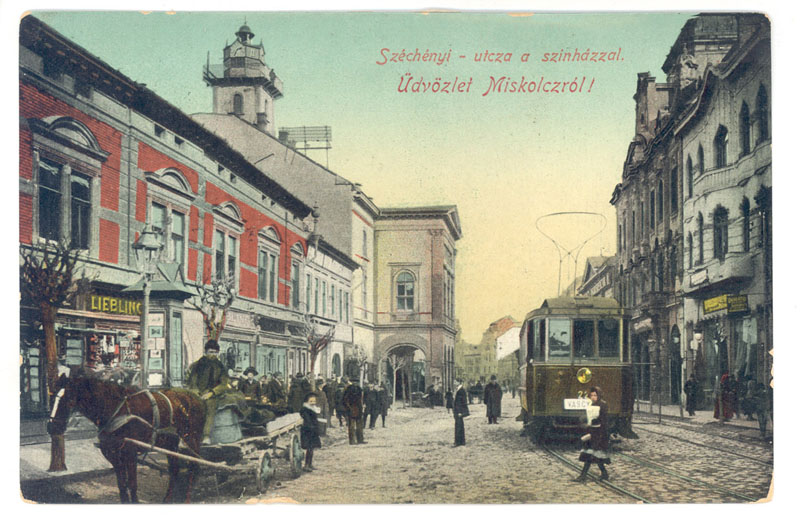
開通初期のミシュコルツ市電

それ以降、ミシュコルツ市電の利用客は急速に拡大し、一部の支線を廃止して幹線の輸送力を増強する事態にもなったが、以降は路線の延伸や乗客の流動に適した路線の移設などが積極的に実施され、車両についてもスチームトラムに代わる電車の増備が積極的に行われた。また、1909年には運営権が電気・軌道株式会社（Részvénytársaság Villamos és Közúti Vasutak Számára）、通称「トラスト（Tröszt）」へと移管された。
第一次世界大戦中は更に利用客が増大し、3両編成（電動車 + 付随車 + 付随車）の導入などで対応したものの、末期には石炭不足に端を発した電力の制限により運行にも影響が及び、戦後は経済危機による利用客の減少にインフレーションが加わり、保守作業もままならない状況が続いた。その後、情勢が安定する中でミシュコルツ市電の路線網は再度拡張された他、輸送力の増強のため他都市からの譲渡車両や開業時の車両の車体更新車を含めた新型電車の導入も続いた。
その後、第二次世界大戦勃発によりミシュコルツ市電の利用客は急増し、1943年の年間利用客数は1,210万人に達した。この事態を受け、ブダペスト市電からの譲渡車両が多数導入された他、廃車された車両が主電動機を取り外したうえで付随車として再利用された。だが、空襲の被害により1944年の11月から12月にかけて全線の運行を休止する事態に陥り、終戦後は1947年頃までこれらの復旧が実施された。

### 第二次世界大戦後
第二次世界大戦後、社会主義国家となったハンガリーは、計画経済の下でミシュコルツを工業都市として発展させる事を決定した。それを受けて公共交通機関の整備が実施されることとなり、利用客数の観点から路面電車網を増強する事となり、1950年代以降路線の延伸や複線化が行われた。また、1948年に路面電車の運営権が国に引き継がれ、1950年の電力事業の分離を経て1954年には路線バスの事業者との統合によりミシュコルツ交通公社（Miskolci Közlekedési Vállalatot）が設立された。
その後は1960年に道路整備による一部区間の廃止は起きたものの、都市の発展と共に利用客は増加の一途を辿り、開業時から1955年までの累計利用客数が4,380万人だったものが、10年後の1965年には7,950万人に増大した。これに伴い、従来の車両から輸送力を増した連接車の継続的な導入が1962年から始まり、長年使用されていた2軸車は1977年までに営業運転を終了した。一方で1980年代には施設の老朽化が深刻な課題となり、1983年以降民主化を挟んだ1995年まで大規模な改修工事が継続して行われた。
民主化以降の車両の近代化については、2000年代まで譲渡車によって行われ、スロバキアのコシツェ（コシツェ市電）やチェコのモスト、リトヴィーノフ（モスト・リトヴィーノフ市電）、オーストリアのウィーン（ウィーン市電）等から譲受された多数の車両により、2004年までに社会主義時代に導入された連接車は営業運転から撤退した。

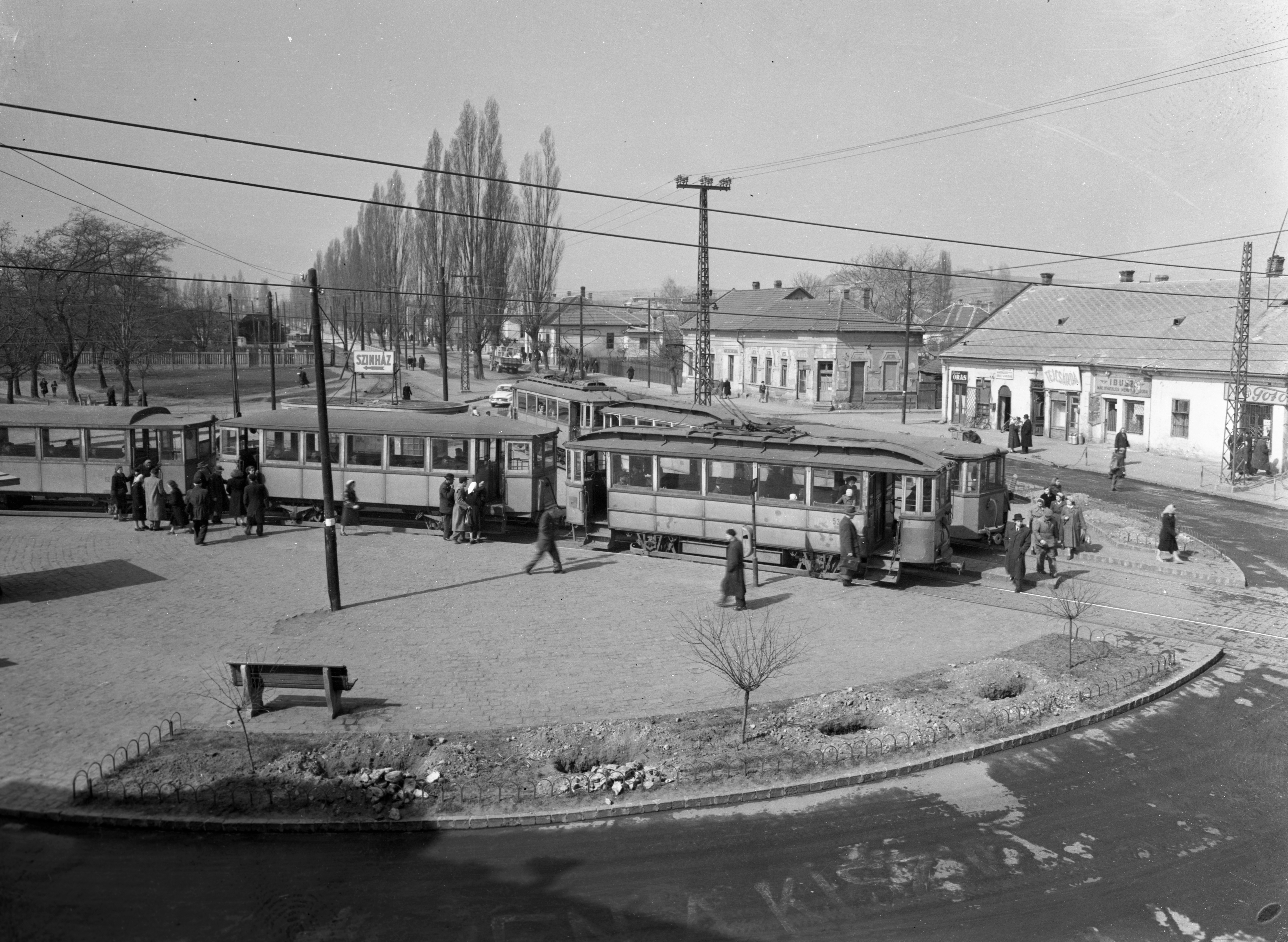
ミシュコルツ市電の2軸車（1957年撮影）
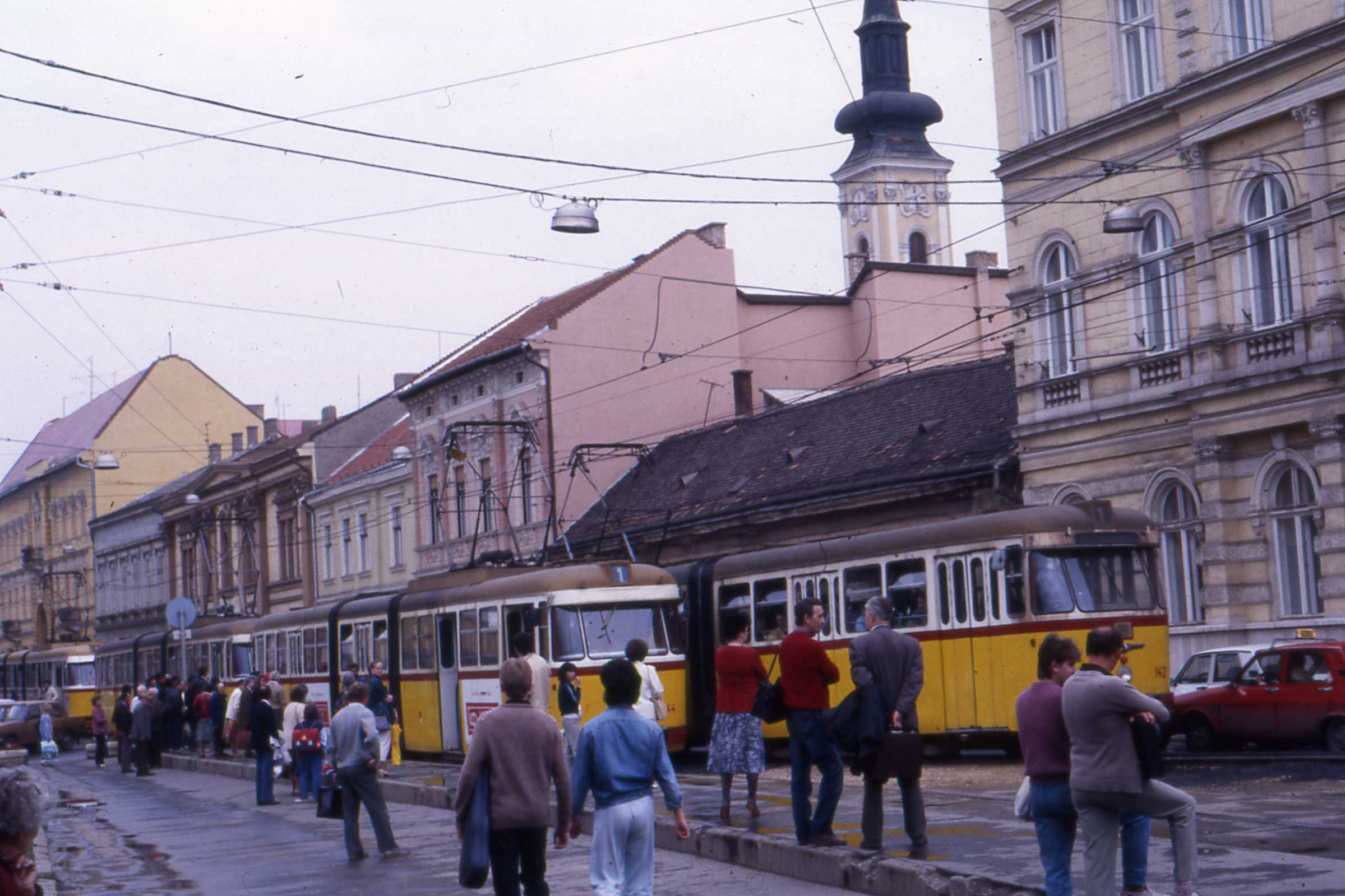
社会主義時代に導入された連接車（1988年撮影）
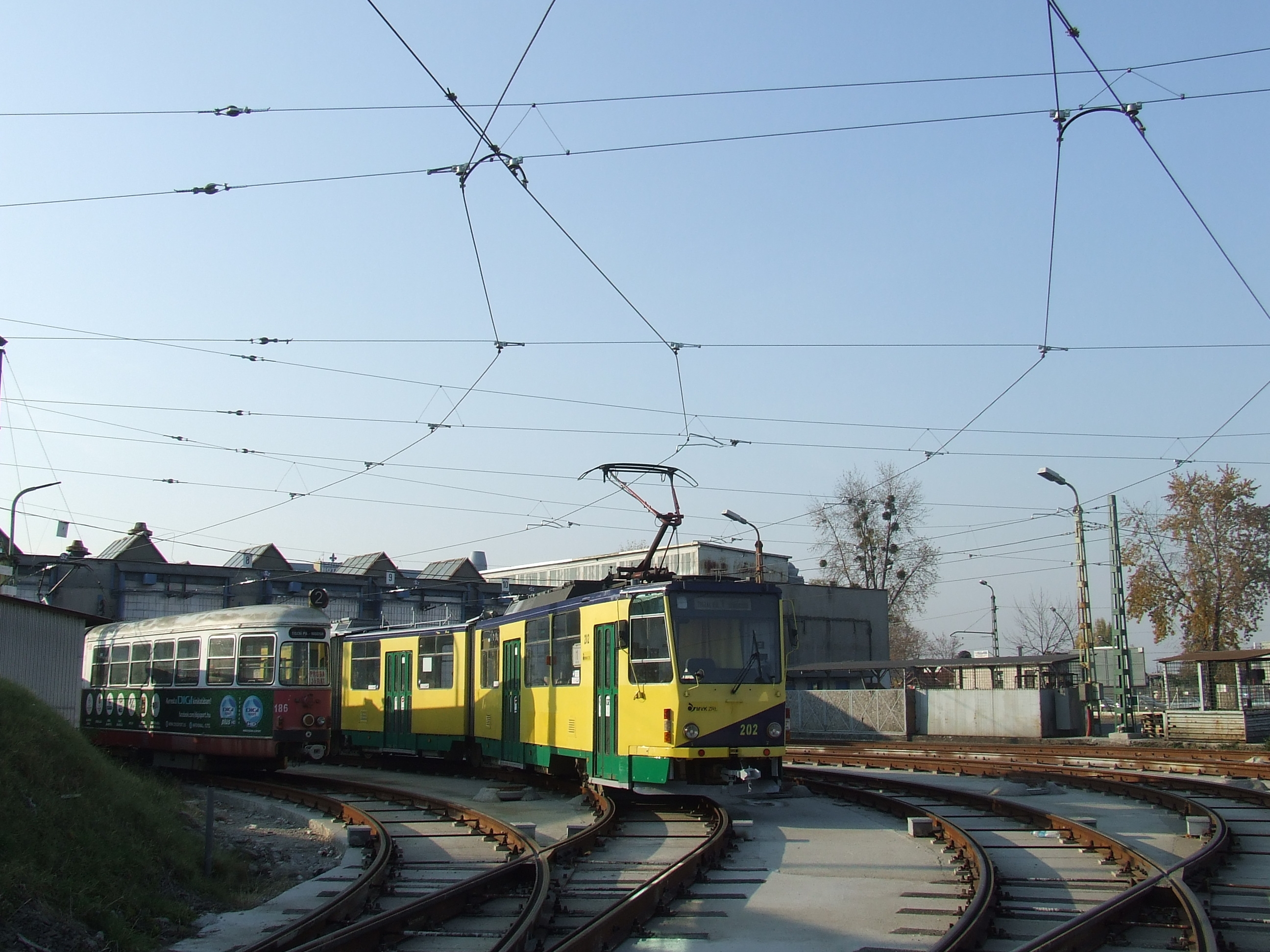
各都市から導入した譲渡車両（2005年撮影）

### グリーンアロウ
2000年代、ミシュコルツ市電では持続可能な交通機関を念頭に置いた路面電車の近代化を目標とする「ミシュコルツ都市路面電車網開発プロジェクト」、通称「グリーンアロウ（英語: Green Arrow、ハンガリー語: Zöld Nyíl）」が立案され、2006年以降の欧州連合からの資金援助の調達、経済的・技術的準備を経て、2009年以降以下のように線路、施設、車両など全般にわたる大規模な改修・近代化が実施された。
- 線路・架線の改修 - 既存の路線網について線路や架線、架線柱交換、電停の屋根の設置などの更新工事を実施[5][11][6][9]。
- 路線延伸 - ディオシュジュール（Diósgyőri városközpont） - フェルシェーマイラース（Felső-Majláth）間、全長1.5 kmの延伸を実施。これに合わせてディオシュジュール電停についても路線バスのバス停と一体化したターミナルとして整備された[5][6][11][6][9]。
- 車両基地の改修 - 超低床電車の導入に伴うもので、修理や洗車設備を一新した[5][6][12][6]。
- 超低床電車の導入 - 2014年から営業運転を開始し、2015年までに全ての列車が超低床電車による運行に切り替えられた。詳細は後述[5][6][13][6]。
- 変電所の設備改修[4]
- ティサ駅前電停の整備 - 軌道の一部経路変更を含む大規模な改修工事を実施[14]。
- 電停への案内表示装置の設置 - 各電停に列車の現在地や到着を表示するLEDディスプレイを設置[15]。
- 路面電車優先信号機の設置[15]
- フリーwi-fiへの対応[15][9]

主要なプロジェクトは2015年末までに完了しており、これによりミシュコルツ市電は「東欧圏で最も近代化された路面電車システム」と称される程の近代化を成し遂げている。

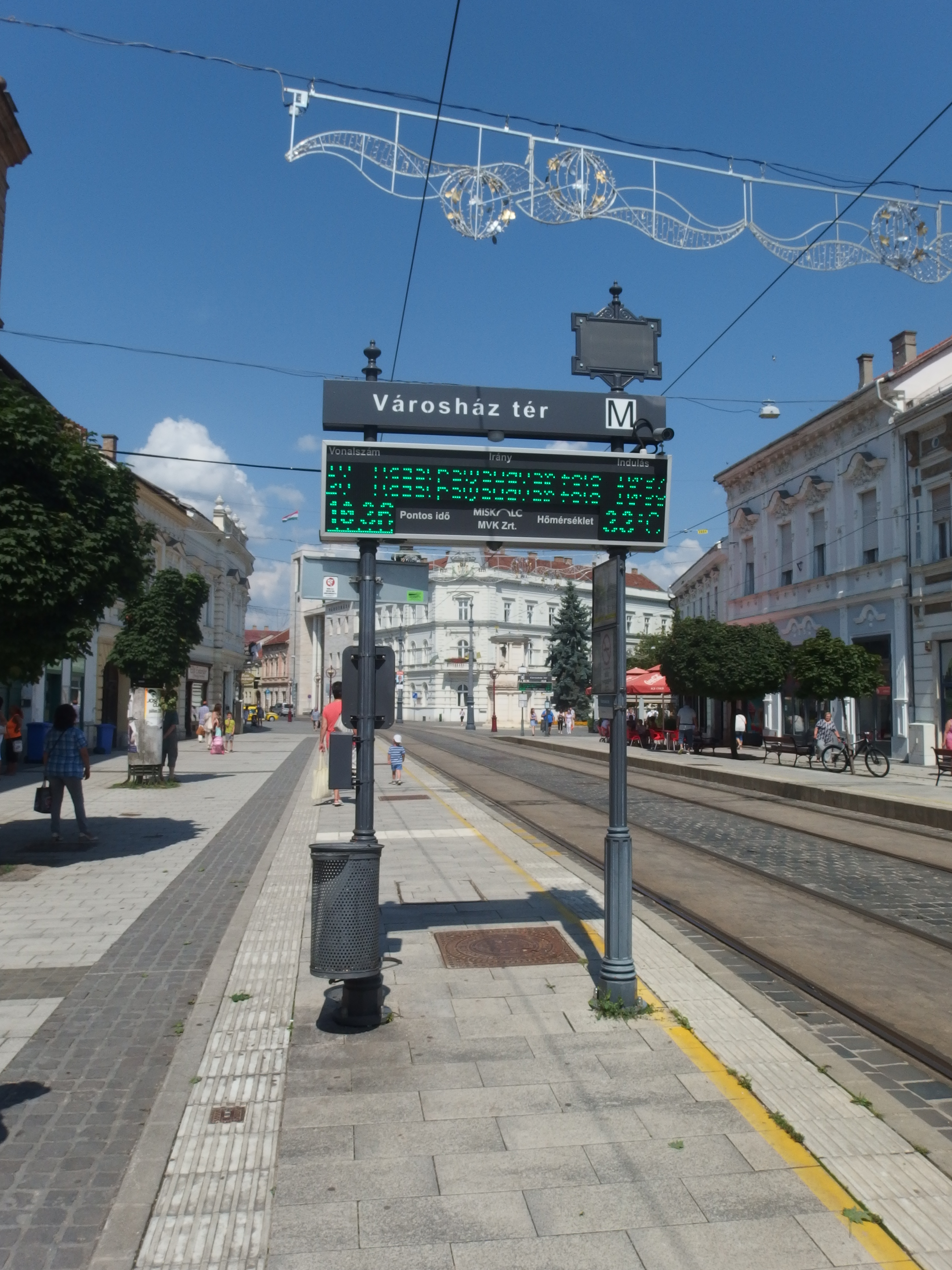
電停の案内表示装置（2018年撮影）
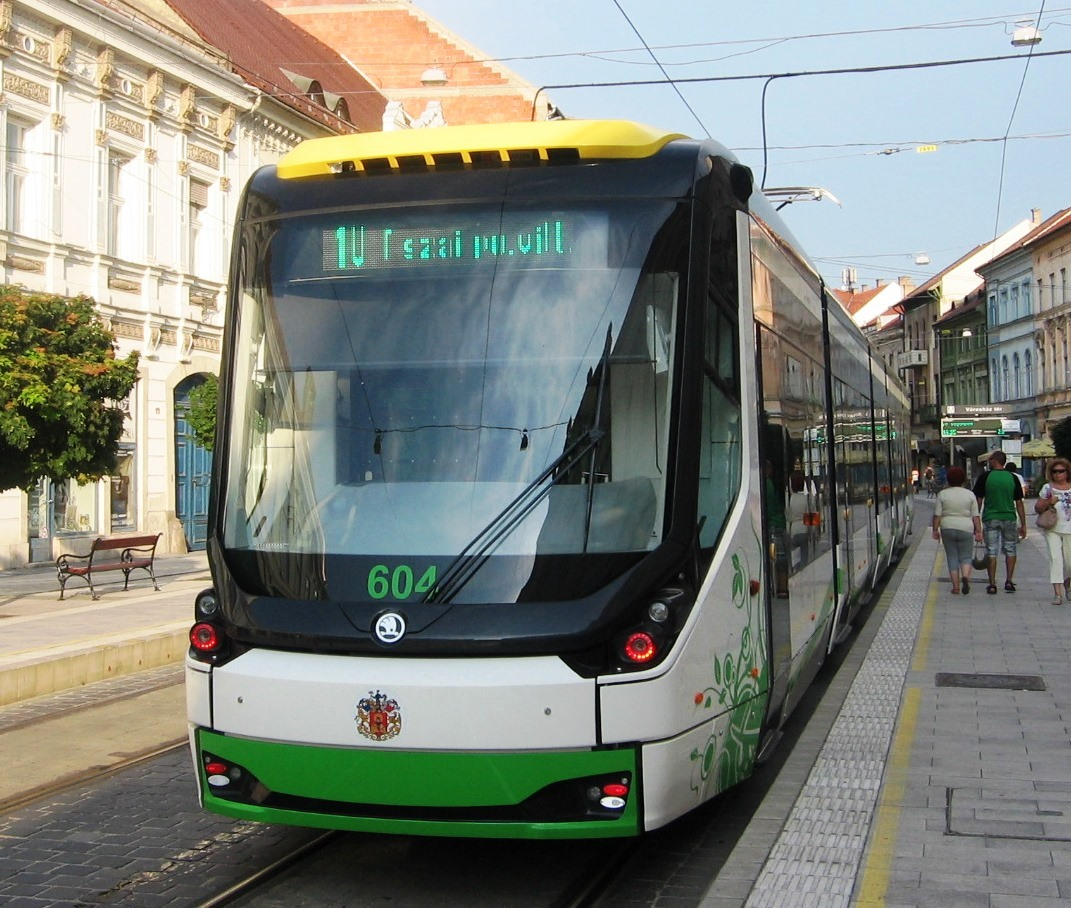
バリアフリーに適した超低床電車（2014年撮影）

## 系統
2021年現在、ミシュコルツ市電で運行している系統は以下の通りである。
| 系統番号 | 起点              | 終点                | 備考                                                                                         |
| -------- | ----------------- | ------------------- | -------------------------------------------------------------------------------------------- |
| 1V       | Tiszai pályaudvar | Felső-Majláth       | [ 17 ]                                                                                       |
| 1AV      | Tiszai pályaudvar | Diósgyőri Gimnázium | 平日のみ運行                                                                                 |
| 2V       | Tiszai pályaudvar | Újgyőri főtér       | 平日のみ運行 Újgyőri főtér → Újgyőri piac → Újgyőri főtér間はÚjgyőri főtér方面の列車のみ運行 |

## 車両

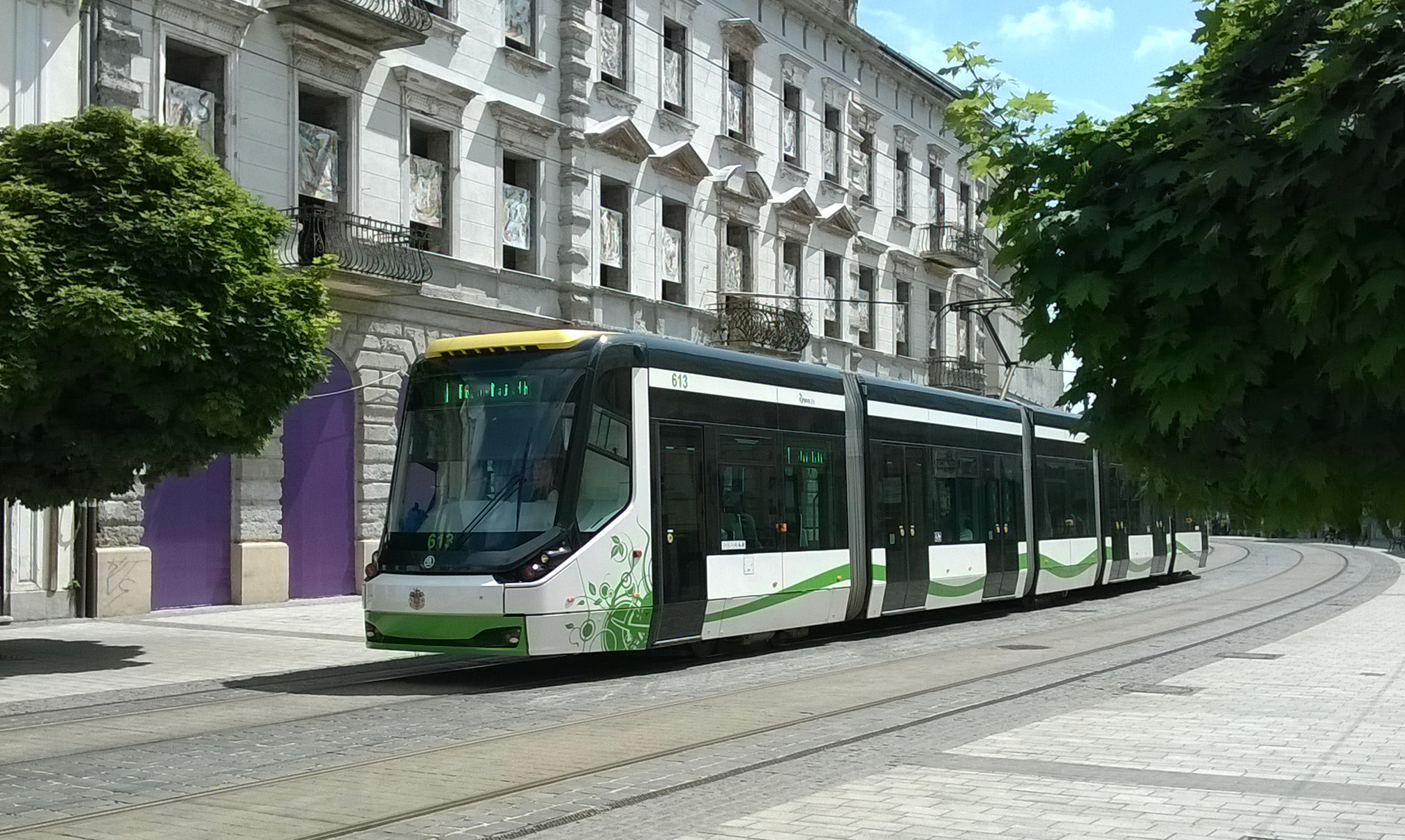
シュコダ26T（2015年撮影）

「グリーンアロウ」プロジェクト以降、ミシュコルツ市電で営業運転に使用されているのはチェコのシュコダ・トランスポーテーションが展開する超低床電車のフォアシティ・クラシック（シュコダ26T）である。これは両運転台式の5車体連接車で、車内全体が低床構造になっている事によるバリアフリーの促進や回生ブレーキの搭載による消費電力の削減が図られている他、従来の車両から騒音や振動も抑えられている。また、車内ではミシュコルツ市内の公共交通機関において初めて無料でwi-fi通信が可能となっている。
26Tは2013年に最初の車両が完成し、2014年1月20日から営業運転を開始した。以降同年12月22日までに予定された31両が到着しており、それ以降ミシュコルツ市電の定期列車は基本的にこの26Tで統一されている。
一方、26T導入以前に使用されていた、チェコやスロバキアの各都市から譲渡された経歴を持つ3車体連接車のタトラKT8D5については大半がプラハ市電へ再譲渡された一方で3両が予備車として引き続き残存している他、元・ウィーン市電のE1形電車を始めとしたそれ以外の在来車両も一部が動態保存車両として在籍する。

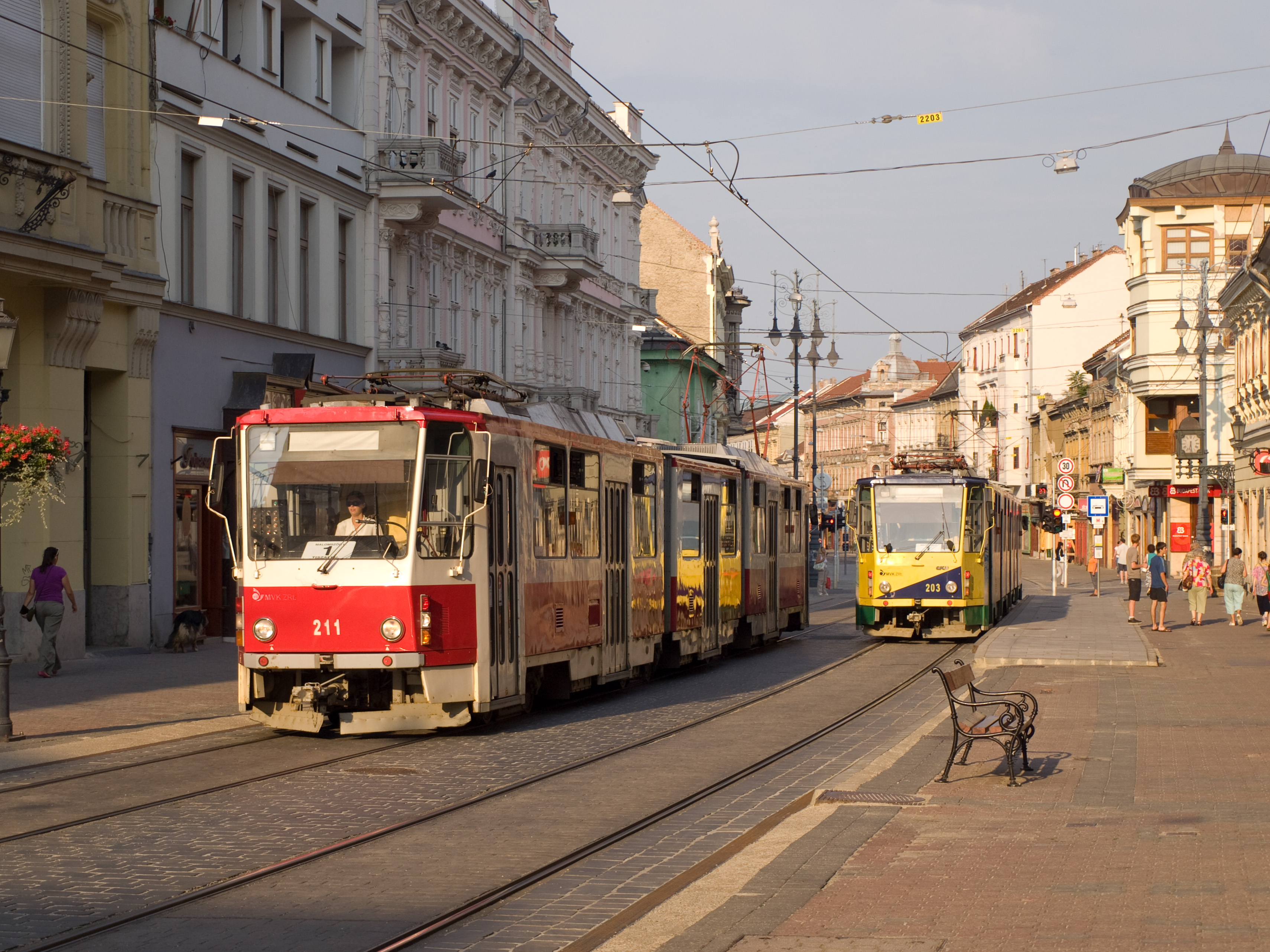
タトラKT8D5（2011年撮影）
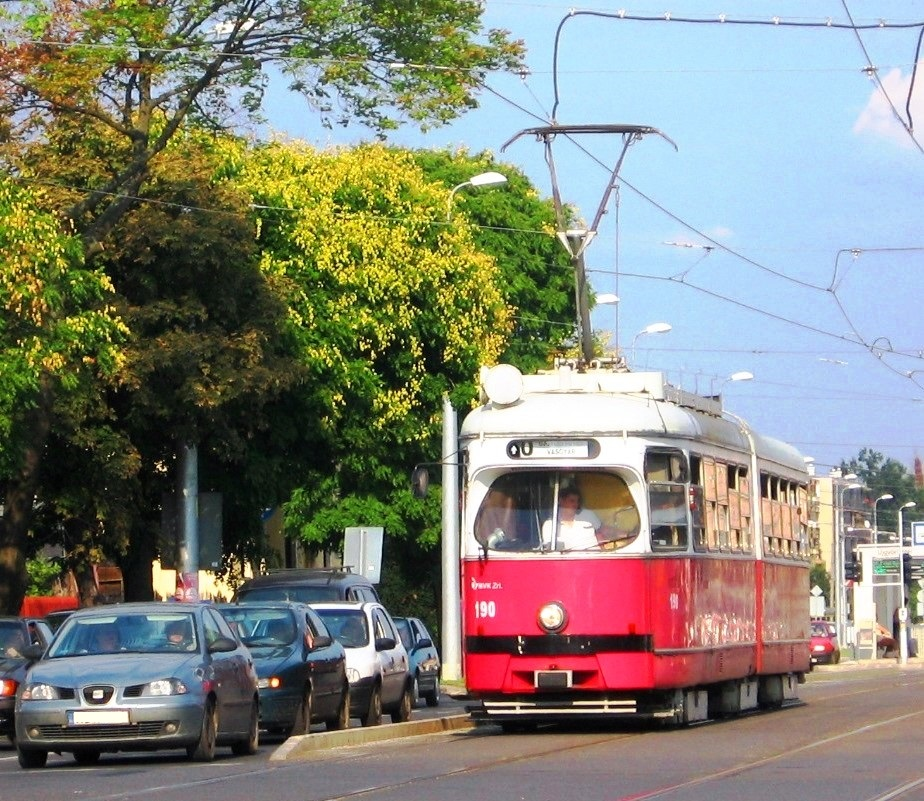
E1（ウィーン市電からの譲渡車）（2014年撮影）